# Beglar Kandī
Beglar Kandī (persiska: بگلر كندی, Beyglar Kandī, بِيگلَر كَندی) är en ort i Iran.   Den ligger i provinsen Östazarbaijan, i den nordvästra delen av landet, 400 km väster om huvudstaden Teheran. Beglar Kandī ligger 2 309 meter över havet och antalet invånare är 259.
Terrängen runt Beglar Kandī är lite bergig.Runt Beglar Kandī är det ganska glesbefolkat, med 47 invånare per kvadratkilometer. Närmaste större samhälle är Davah Tāqī, 10,5 km nordost om Beglar Kandī. Trakten runt Beglar Kandī består i huvudsak av gräsmarker.